# Кленовець (водосховище)
Кленовець (Klenovec) — водосховище на річці Кленовська Рімава; місце розташування — округ Рімавська Собота.
Площа 0, 65 км2. Збудовано в 1968-1974 роках. Розташоване біля села Кленовєц. 